# Paracheirodon innesi
Cá Neon xanh hay Cá neon thông thường (Danh pháp khoa học: Paracheirodon innesi) là một loài cá nước ngọt trong họ Characidae, phân bố ở Nam Mỹ tại lưu vực sông Negro và Orinoco, và được ưa chuộng nuôi làm cá cảnh. Cá neon xanh là loại cá neon phổ biến nhất hiện nay được chọn nuôi trong bể thủy sinh.

## Đặc điểm
Chiều dài cá từ 3 – 4 cm, chúng bơi thành đàn tạo thành những vệt sáng huỳnh quang long lanh trong bể thủy sinh.Chúng có sắc màu sáng và sinh động.Cá neon xanh có một vệt màu đỏ ngắn hơn nên thường bị nhầm lẫn với loài Paracheirodon axelrodi (còn được gọi là cá neon đỏ), chúng sống trong nhiệt độ nước từ 20 – 26oC, Độ cứng nước từ 5 – 20(dH), Độ pH:5 – 7. Cá sống ở tầng nước giữa. Cá ăn tạp từ mùn bã thực vật đến giáp xác, côn trùng, trùng chỉ, bo bo, thức ăn viên cỡ nhỏ.

## Sinh sản
Chúng khá khó sinh sản, đòi hỏi yếu tố môi trường (pH nước 5,5 – 6,5; dH 1 – 5, ánh sáng yếu; nhiệt độ 23 – 26 độ C), hệ thống lọc nước. Cá đẻ theo nhóm hay từng cặp, đẻ trứng phân tán, trứng có tính dính, chọn giá thể là cây thủy sinh. Cần tách trứng ra sớm để tránh cá bố mẹ ăn trứng.